# カーヴ (バンド)
カーヴ（Curve）は、イギリスのロックデュオ。1990年にロンドンで結成。インダストリアルを取り入れたシューゲイザーバンドの一つとして人気を博した。

## 略歴
ハワイ人とアイルランド人の両親を持つディーン・ガルシア（ギター、ベース、ドラムス、キーボード、プログラミング）と、英国人ヴォーカリストのトニ・ハリデイが共通の知人であるユーリズミックスのデイヴ・スチュワートを通じて出会い結成された。1991年に3枚のEP『Blindfold』『Frozen』『Cherry』をリリースし、翌1992年3月に1stアルバム『二重人格』（原題：Doppelgänger）を発表し、全英11位に付けた。またハリディはデペッシュ・モードのメンバー（当時）であるアラン・ワイルダーのソロプロジェクト、リコイルのアルバム『Bloodline』に参加し、「Edge to Life」「Bloodline」の2曲にボーカル提供した。11月にはそれまでにリリースした3枚のEPとシングル1曲で構成されたコンピレーション・アルバム『Pubic Fruit』を発表した。
1993年9月に2ndアルバム『Cuckoo』を発表。全英23位。アルバムを引っ提げたツアーによる疲れから、1994年に2人はカーヴを一旦解散させることを決意する。その後2人は新バンドを結成したりソロで活動を開始。
1996年9月にシングル「Pink Girl with the Blues」をリリースし、カーヴは再び活動を開始した。1997年11月リリースのシングル「Chinese Burn」を挟み、1998年2月に3rdアルバム『Come Clean』を発表。よりエレクトロニカに接近したサウンドを追求し、その後ヨーロッパで小規模のライヴツアーを展開した。カーヴの次のリリースは3年後である2001年5月発表のコンピレーション・アルバム『Open Day at the Hate Fest』だった。9月に4枚目のアルバム『Gift』をリリースした。アルバムにはマイ・ブラッディ・ヴァレンタインのケヴィン・シールズが2曲でギタリストとして参加した。
2002年に5枚目で最後のスタジオ・アルバムである『The New Adventures of Curve』を発表。同作はインターネットのみのリリースとなった。2003年にハリディはL'Arc〜en〜Cielのドラマーであるyukihiroのプロジェクト、acid androidの楽曲「faults feat.toni halliday」でボーカル提供を行った。2004年5月に2枚組ベスト・アルバム『The Way of Curve』をリリース。翌2005年始めにハリディはカーヴからの脱退を発表、これ以上カーヴでの活動を行わないことを宣言しカーヴは解散した。2010年10月にレア曲や未発表曲を収録したダウンロードオンリーアルバム『Rare and Unreleased』を発表した。

## メンバー
- トニ・ハリディ（Toni Halliday、1964年7月5日 - ）：ボーカル、ギター
- ディーン・ガルシア（Dean Garcia、1958年5月3日 - ）：ギター、ベース、ドラムス、キーボード、プログラミング

## ディスコグラフィー

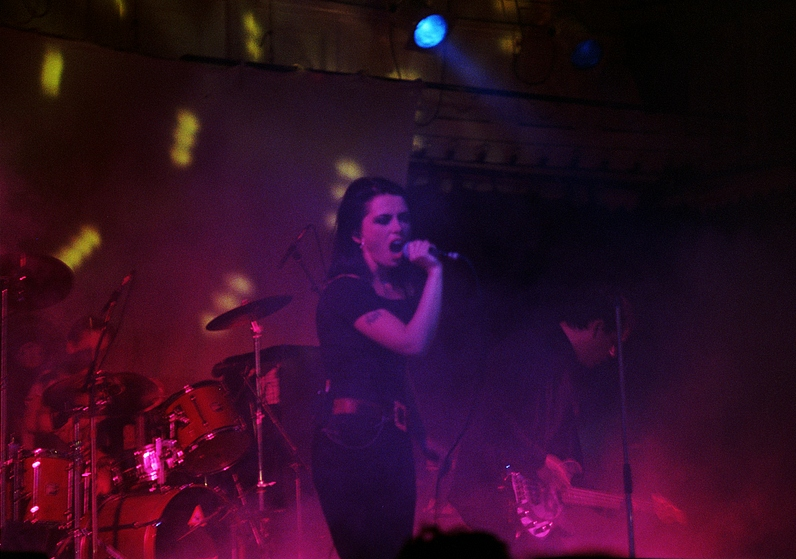
アムステルダムにて（1992年）

### スタジオ・アルバム
- 二重人格 - Doppelgänger （1992年）
- Cuckoo （1993年）
- Come Clean （1998年）
- Gift （2002年）
- The New Adventures of Curve （2002年）

### コンピレーション・アルバム
- Pubic Fruit （1992年）
- Radio Sessions （1993年）
- Open Day at the Hate Fest （2001年）
- The Way of Curve （2004年）
- Rare and Unreleased （2010年）

### EP、シングル
- Blindfold EP （1991年）
- Frozen EP （1991年）
- Cherry EP （1991年）
- "Faît Accompli" （1992年）
- "Horror Head" （1992年）
- "Faît Accompli" （1992年）
- "Blackerthreetracker" （1993年）
- "Superblaster" （1993年）
- "Pink Girl With the Blues" （1996年）
- "Chinese Burn" （1997年）
- "Coming Up Roses" （1998年）
- "Perish" （2002年）
- "Want More Need Less" （2003年）